# Fab lab
Fab lab (англ. fabrication laboratory, русификация: «фаблаб») — небольшая мастерская, предоставляющая всем желающим возможность индивидуального самостоятельного изготовления необходимых им изделий и деталей.

Такая лаборатория обычно располагает, помимо ручных инструментов и измерительных приборов, современными станками с ЧПУ. При этом ставится задача дать шанс сделать «почти всё» из «практически ничего».
Создание фаблабов началось в 2000-е годы, преимущественно при университетах; в настоящее время существует свыше 1200 мастерских системы fab lab в разных странах, в том числе в США и России.

## Назначение fab lab
Fab lab предназначены в первую очередь для штучного, в личных целях, изготовления изделий, которые можно произвести благодаря существующим технологиям, но которые не выпускаются серийно. Не исключаются также попытки копирования или разового изготовления деталей под экспериментальные или научные задачи.
Лаборатории fab lab не ориентированы на «выпуск продукции». Но они в принципе могут изготавливать малые партии изделий, что может быть предпочтительным, по сравнению с заказом подобной партии на производстве (из-за связанного с серийным производством отрицательного эффекта масштаба). Фаблабы уже показали свою способность облегчать создание единичных высокотехнологичных устройств для специфических нужд. Кроме того, fab lab иногда используется как стартовая площадка будущих инновационных коммерческих проектов.

## Учредители fab lab
Как правило, fab lab создаётся на базе крупной организации, например университета, и рассматривается как одна из лабораторий, в которую имеют доступ любой студент или сотрудник, а также, на определённых условиях, желающие «со стороны». Среди источников финансирования фаблабов:
- сама организация-учредитель: для университета наличие при нём fab lab выгодно, так как позволяет повысить престиж учебного заведения и привлечь абитуриентов;
- частные лица, оплачивающие доступ к оборудованию fab lab;
- студенты, заказывающие выполнение макета для курсового проекта и т.п.;
- различные инстанции, небольшие заказы которых не могут быть размещены на заводах или в крупных центрах прототипирования.

## Стандартное оборудование

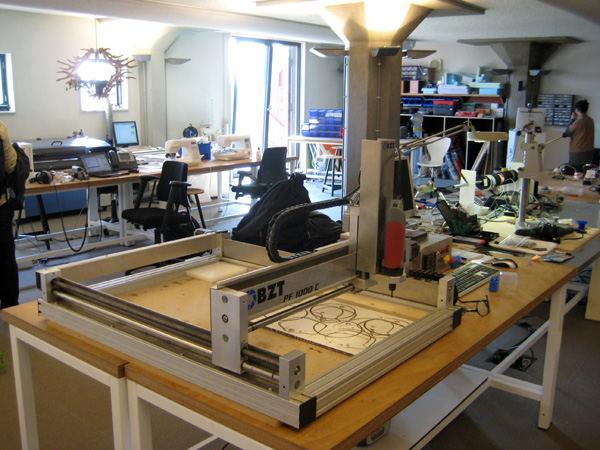
Fab Lab в Амстердаме, Сообщество Waag

Обычно fab lab располагает следующим оборудованием:
- Лазерные резаки, плазменные резаки, водоструйные резаки, ножевые резаки для резки листовых материалов.
- 3-осевые станки с ЧПУ: 3 или более осей, управляемые с компьютера субтрактивные фрезерные и токарные станки.
- Средства быстрого прототипирования: обычно «3D-принтер» из пластика или пластиковых деталей.
- Оборудование для фрезеровки печатных плат: 2 мерные, высокопрецизионные фрезерные станки.
- Рабочие места для разработки, сборки и тестирования микропроцессорной и цифровой электроники.

## История возникновения
Фаблабы, по сути, являются продолжателями, на современном уровне, субкультуры DIY (англ. Do it yourself!), в русскоязычной среде известной как «Сделай сам!». Данная субкультура была и остаётся популярной в мире, активно пропагандировалась в СССР.
Собственно программа fab lab была инициирована в Media Lab в Массачусетском технологическом институте (MТИ) в середине 2000-х как сотрудничество между Grassroots Invention Group и Center for Bits and Atoms (CBA) в МТИ, с помощью неё широко изучалось, каким образом знание соотносится с возможностью физически реализовать что-либо и в какой степени сообщество простых людей может быть усилено с помощью технологий. В настоящее время Grassroots Invention Group уже не входит в состав Media Lab, консорциум Center for Bits and Atoms всё ещё активно продолжает исследования в областях, относящихся к описанию и изготовлению, но он теперь не содержит лаборатории и не поддерживает их (не считая mobile fab lab).
Также понятие fab lab выросло из популярного курса в MТИ (MAS.863) называвшегося «Как сделать [почти] всё».

## Количество fab lab в мире
На конец 2017 года в мире существовало 1205 официально зарегистрированных fab lab лабораторий на всех континентах, кроме Антарктиды; больше всего их в США (около 170), Франции и Италии (около 140 в каждой из этих стран). Из российских фаблабов, к которым примыкают также центры молодёжного инновационного творчества (ЦМИТы), в международном каталоге представлено примерно 30 организаций, но на самом деле их более 150. Наивысший рейтинг на рубеже 2017/18 годов имела созданная на базе Санкт-Петербургского политехнического университета лаборатория «Fab lab – Политех». Основным контингентом участников являются молодые люди, преимущественно студенты.

## Особые проекты типа fab lab
Один из больших проектов, предпринятых лабораториями fab lab, включает построение свободных беспроводных сетей FabFi (в Афганистане, Кении и США). Первая FabFi сеть масштабов города установленная в Афганистане, находится там и работает уже в течение ряда лет при поддержке сообщества и без какого-либо специального обслуживания. Сеть в Кении, построенная на основе этого опыта, начала экспериментировать с управлением качеством услуг и обеспечением дополнительных сервисов за плату, чтобы сделать сеть самоокупаемой.